# Heinrich Roller
Christian Heinrich Roller, född den 10 mars 1839 i Berlin, död där den 6 september 1916, var en tysk stenograf.
Roller uppfann 1875 ett från det arendska avvikande stenografiskt system, som översattes till en mängd språk.